# Paulnay
Paulnay é uma comuna francesa na região administrativa do Centro, no departamento Indre. Estende-se por uma área de 38,2 km². Em 2010 a comuna tinha 338 habitantes (densidade: 8,8 hab./km²).